# John Bauer

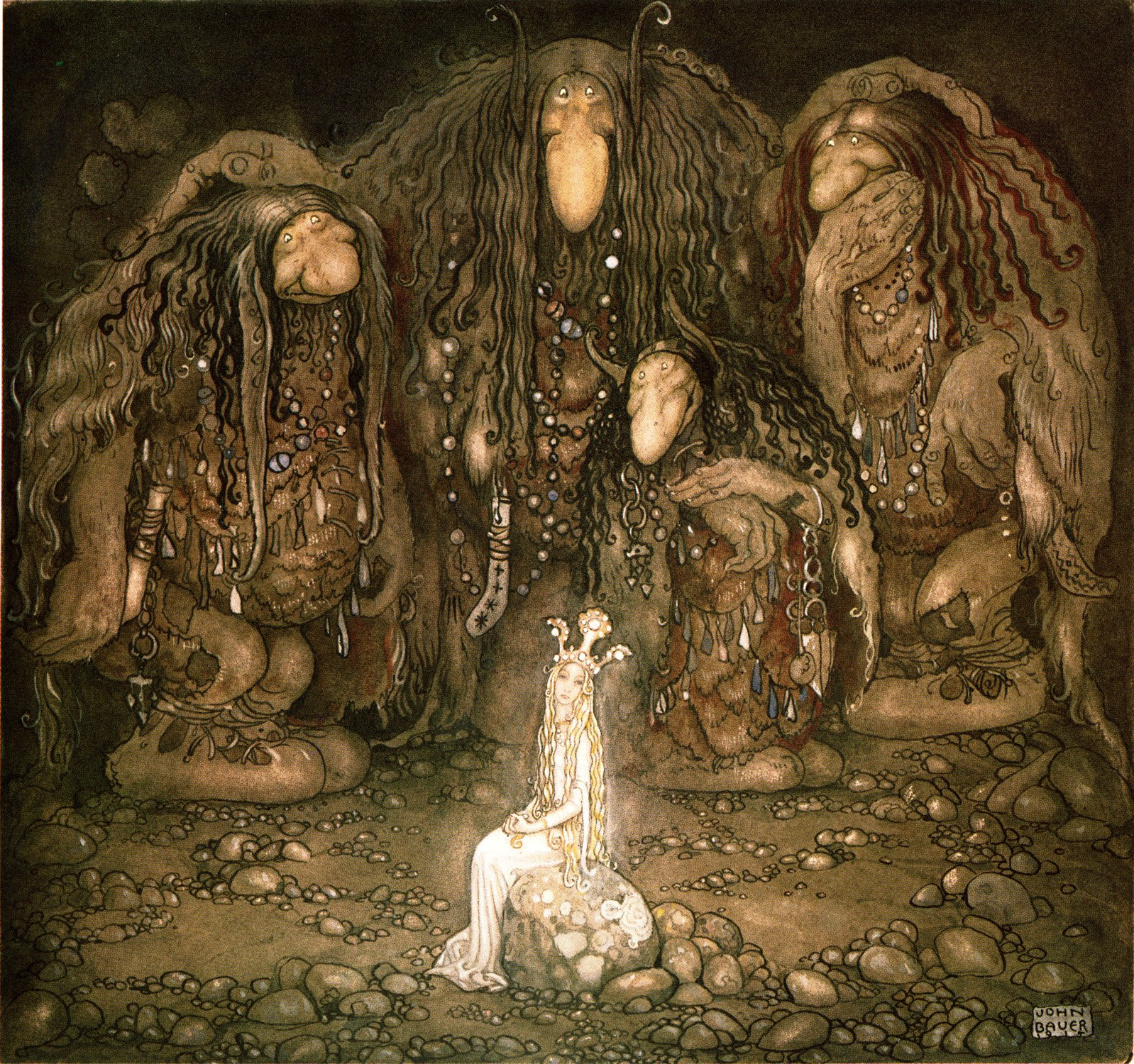
Trollové a Tuvstarr z roku 1915

John Bauer (4. června 1882 Jönköping, Švédsko – 20. listopadu 1918 jezero Vättern) byl švédský umělec, malíř a ilustrátor německého původu.

## Život a dílo
Narodil se roku 1882 jako syn řezníka a bavorského emigranta Jesepha Bauera a jeho ženy Emmy, rozené Wadellové. Vyrůstal v Jönköpingu spolu se svými dvěma bratry a sestrou. V roce 1898 jako šestnáctiletý odcestoval do Stockholmu, kde se neúspěšně ucházel o studium na Švédské královské akademii umění (byl příliš mladý), proto se nejprve učil v malířské škole Althins Målerskola. Na podzim roku 1900 byl konečně na akademii přijat. V témže roce začala na škole studovat i Ester Ellquistová, která se šest let poté stala jeho ženou. V letech 1908-1910 společně podnikli dvouletou studijní cestu po Německu a Itálii.
Jeho raná tvorba byla do značné míry ovlivněna významnými dobovými malíři Albertem Engströmem a Carl Larssonem.
Již jako student přijímal zakázky na ilustrace. V letech 1907 – 1915 ilustroval několikasvazkový soubor pohádek Mezi skřítky a trolly (švédsky Bland Tomtar och troll), který jej ve Švédsku proslavil. Styl jeho maleb později napodobovali mnozí další ilustrátoři jako například Arthur Rackham, Edmund Dulac, Kay Nielsen či Brian Froud. Jeho pojetí trollů můžeme dodnes nalézt v mnoha pohádkách.
V listopadu 1918 se utopil spolu se svou ženou a tříletým synem Bengtem při plavbě parníkem Per Brahe do Stockholmu.